# Sant Miquel (Mònaco)

Els barris de Mònaco amb Sant Miquel (10)

Sant Miquel (en italià, San Miguele) és un barri de Mònaco, dins l'anciana comuna de Montcarles. Porta el número estadístic 10.
Sa superfície és de 142298 metres quadrats.